# Stillaguamish River
Der Stillaguamish River ist ein Fluss im Nordwesten des US-Bundesstaates Washington.
Er entsteht hauptsächlich aus zwei Armen, dem 72 km langen nördlichen Arm und dem südlichen Arm. Die beiden Arme verbinden sich bei Arlington, von wo aus der Fluss noch etwa 35 km bis zu seiner Mündung in den Puget Sound zurücklegt. Das Einzugsgebiet des Flusses entwässert einen Teil der Kaskadenkette nördlich von Seattle und umfasst eine Fläche von 1813 km².

## Lauf
Der Stillaguamish River bildet sich durch den Zusammenfluss des nördlichen und südlichen Arms, beide haben ihren Ursprung in der Kaskadenkette. Der nördliche Arm hat seinen Ursprung in mehreren Verzweigungen in einem abgelegenen Gebiet des Skagit Countys in der Nähe des Finney Peaks, etwa 15 km nördlich von Darrington. Der Fluss sammelt das Wasser von einer Vielzahl von Creeks ein und fließt zunächst südwärts. Später fließt er nach Westen am Fuß der Berge entlang der County-Grenze zwischen dem Skagit County und dem Snohomish County. Zuflüsse des North Fork Stillaguamish Rivers sind Boulder River und Deer Creek.
Der 48 km lange südliche Arm entspringt fast in der Mitte des Snohomish Countys, etwa 32 km südlich von Darrington und fließt in westlicher und nordwestlicher Richtung an Silverton, Robe und Granite Falls vorbei.
Die beiden Flussarme vereinigen sich bei Arlington im Nordwesten des Snohomish Countys. Der Stillaguamish River fließt dann dem Meer zu. Er mündet etwa 15 km westlich von Arlington an dessen nördlichem Ende in den Port Susan, einen Arm des Puget Sounds. Zwischen den Armen liegt ein Teil des Mount Baker-Snoqualmie National Forests.

## Hydrologie
Am nördlichen Arm des Stillaguamish Rivers unterhält der United States Geological Survey bei Arlington, etwa 10 km oberhalb der Vereinigung mit dem südlichen Arm, einen Pegel. Die jährliche tägliche Abflussmenge im langjährigen Durchschnitt von 1929 bis 2005 betrug 54 m³/s. Der höchste beobachtete Wert wurde am 21. Oktober 2003 gemessen und betrug 1250 m³/s, die niedrigste Wassermenge von 3,3 m³/s wurde am 23. September 1938 beobachtet.

## Fischarten im Fluss
Der Stillaguamish River und seine Zuflüsse sind bekannt für ihren Bestand an Lachsen. Acht Lachsarten laichen in diesem Flusssystem. Dazu gehören Königslachs, Silberlachs, Ketalachs, Buckellachs und Rotlachs, sowie Regenbogenforelle und Stierforelle (Salvelinus confluentus).

## Namensvarianten
Im Geographic Names Information System des United States Geological Survey sind für den Stillaguamish River eine Reihe von Alternativnamen verzeichnet. Zu diesen gehören Tuxpam River, Stoh-luk-whahmpsh River, Stillaquamish River, Steilaguamish River, Stalukahamish River und weitere ähnliche Schreibweisen.